# 傅弘仁
傅弘仁（？—？），北地郡灵州县（今宁夏回族自治区吴忠市）人，刘宋官员。

## 生平
傅弘仁是宋武帝刘裕的姑表弟，因为中表亲属的关系历任显要的官职，从征虏将军、南谯郡太守出任太常卿，后官至青州刺史。傅弘仁在青州刺史任内，曾经发动临淄县人去发掘古墓，得到铜制棺材，棺材前方和外部有隶书，说是齐太公六世孙齐胡公的棺材，上面只有三个字是古文，其余和南北朝时期的文字相同。